# Freneuse (Sena Marítimo)
Freneuse é uma comuna francesa na região administrativa da Normandia, no departamento de Sena Marítimo. Estende-se por uma área de 3,18 km². Em 2010 a comuna tinha 961 habitantes (densidade: 302,2 hab./km²).